# 新疆体育中心

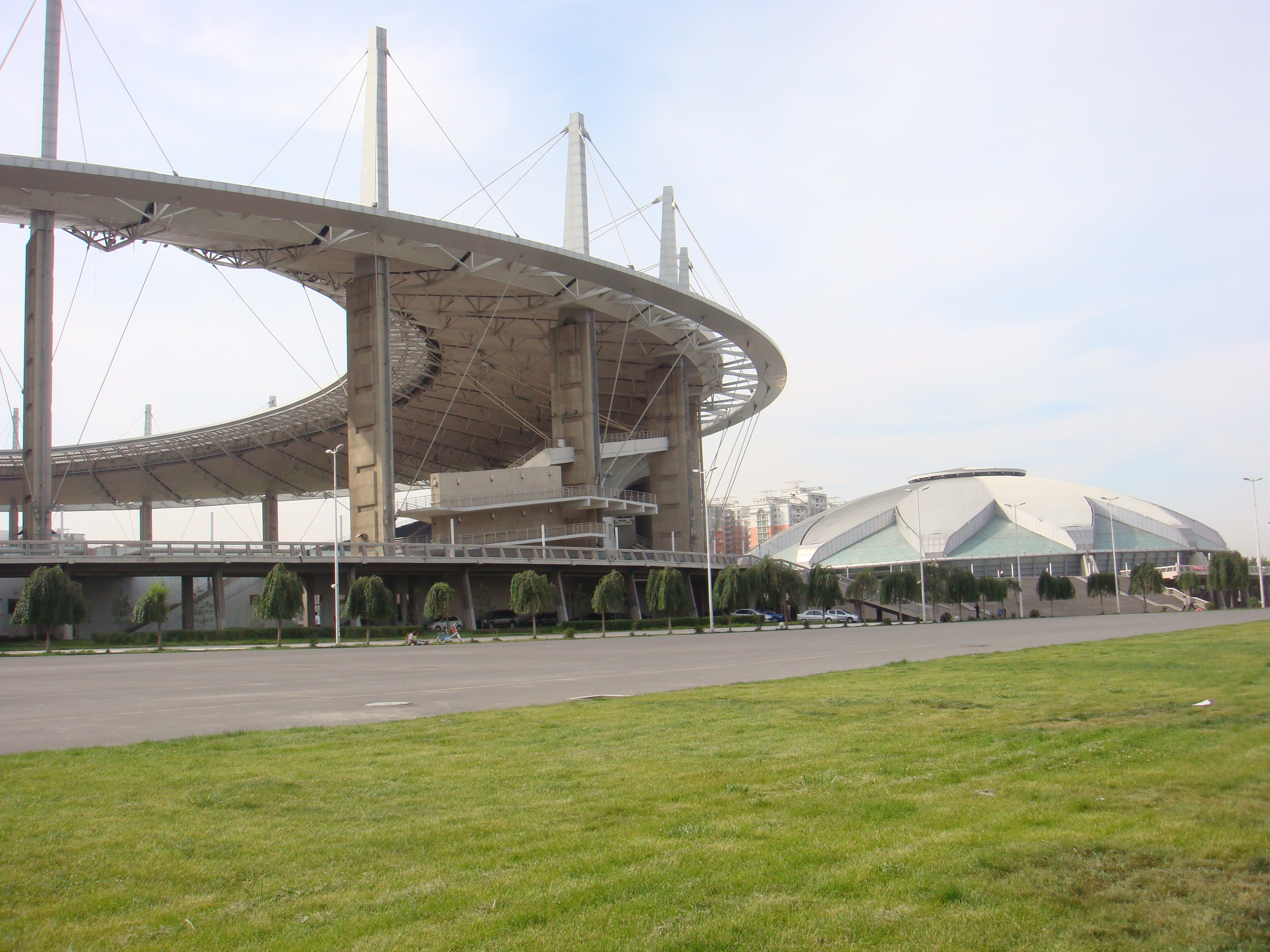
新疆体育中心体育场与体育馆

新疆体育中心（維吾爾語：شىنجاڭ تەنتەربىيە مەركىزى‎），即新疆维吾尔自治区体育中心是中华人民共和国新疆维吾尔自治区规模最大的体育综合场馆。其中新疆体育中心体育场有42300个座位，体育馆有超过6000个座位。是新疆天山雪豹足球俱乐部、新疆天山神鹿女子篮球俱乐部等运动俱乐部的主场。

## 建设与使用
新疆体育馆原位于乌鲁木齐市天山区南门，于20世纪50年代到60年代修建。由于年久失修，到了90年代中期两座体育馆成为了重大危险建筑。于是新疆维吾尔自治区体育局通过置换土地、拍卖老体育场等方式筹得超过4.5亿元人民币，加上体育彩票和新疆维吾尔自治区人民政府的资金支持，新疆体育中心建设工程得以上马。
由北京市建筑设计研究院与新疆建筑设计研究院设计，由新疆维吾尔自治区第四建筑公司（今中建新疆建工（集团）有限公司所属四分公司）承建的新疆体育中心自2001年4月正式开工。新疆体育中心于2004年9月30日挂牌成立，室内运动馆于10月1日正式对外开放。2005年底新疆体育中心运动场竣工启用。2017年，体育中心悬浮式篮球场建成。新疆体育中心工程是新疆维吾尔自治区标志性工程。
新疆体育中心是直属于新疆维吾尔自治区体育局的事业单位，截止2021年，新疆体育中心下设10个处室，包括办公室、体育经营开发部、场馆科、社会体育指导部、网球馆、综合馆等，拥有在职员工29人。
截止2019年底，新疆体育中心是15个运动项目俱乐部的活动场所。新疆天山雪豹足球俱乐部自2014年成立以来将主场设立在新疆体育中心，不过自2020年中国足球甲级联赛起，因为COVID-19疫情的影响，俱乐部长期在外训练、比赛，俱乐部主场运营为零。新疆体育中心也是中国女子篮球联赛参赛球队新疆天山神鹿女子篮球俱乐部的比赛主场之一。除了作为运动俱乐部的活动场所，新疆体育中心也会作为如新疆维吾尔自治区武术套路比赛等各类体育赛事的比赛场地，以及新疆国际民族舞蹈节等文化活动的主办地。2011年开始新疆体育中心开始逐步免费向公众开放。

## 场馆
新疆体育中心位于中华人民共和国新疆维吾尔自治区乌鲁木齐新市区北京中路460号。新疆体育中心占地256,667平方米，建筑面积超过150,000平方米，由三大主体建筑构成，分别是体育场、体育馆和综合训练馆。另外新疆维吾尔自治区体育局机关大楼、五环运动员之家酒店也坐落于此。新疆体育中心体育场建筑面积75,000平方米，座位数42,300个。体育场平面的外圈为直径260米的圆形，内圈则是椭圆型，椭圆长轴近182米，短轴近134米。内圈之内为运动场地，内圈与外圈之间则是看台及相关设施。体育场看台之上覆盖有面积3500平方米的环形钢桁罩棚。体育场看台部分为钢筋混泥土框架结构，罩棚采取斜拉钢结构。体育场看台共6层，每层根据功能分布有不同区域。
新疆体育中心体育馆在体育中戏西北角，建筑面积超过24,300平方米，座位数6068个。体育馆屋顶为直径120米的圆拱形，是一朵盛开的有13瓣花瓣的雪莲花形象。屋顶由12根混泥土支座支撑。体育馆分为地下1层，地上3层。场馆内主要有长70米、宽45米、高35米的国际一类标准比赛场地，其中1层为比赛场，2层和3层为观众席，场地正面有电子大屏幕。配套设施有1个长50米宽35米的热身场地、8个不同类型的会议室、健身馆、新闻发布厅等设施。
新疆体育中心综合训练馆建筑面积30000平方米，是平面为长方形的钢桁结构建筑。分为三个区域，既有进行篮球、排球训练活动的区域，也有可进行跑步、铅球等田径项目的区域，还有沐浴室、更衣室的生活区。